# Sonja Wigert
Sonja Wigert   (Notodden, 11 de novembre de 1913 - l'Alfàs del Pi, 12 d'abril de 1980) va ser una actriu noruega-sueca. Va aparèixer en 34 pel·lícules entre 1934 i 1960. Va ser espia a la Segona Guerra Mundial. Ingrid Bolsø Berdal la va retratar a la pel·lícula L'espia (Spionen).

## Primers anys
Wigert va néixer com a Sonja Hansen filla del Major Sigvald Hansen i la seva dona Carmen Hansen, neé Wigert, a Notodden, Noruega el 1913. Va tenir dos germans menors, Knut i Erik. Wigert va créixer a Skien, Noruega. Wigert va prendre classes de ballet a Skien. Va debutar a l'escenari als 10 anys. Després de completar els seus estudis a la Statens håndverks- og kunstindustriskole d'Oslo, va viatjar a l'estranger per estudiar francès a París i a Suïssa.

## Carrera
Després dels seus viatges, Wigert tenia la intenció d'estudiar negocis i treballar en una oficina; tanmateix, quan va obtenir un petit paper de pel·lícula (després de guanyar un concurs al qual l'havia inscrit un conegut), Wigert es va convertir en actriu d'escenari i cinema. Després del seu debut com a actriu, va adoptar el cognom de soltera de la seva mare com a nom artístic. Wigert es va convertir en una actriu de cinema d'èxit a Noruega, amb pel·lícules com Fant (1937).
Es va traslladar a Suècia el 1939 amb el seu marit suec, també va tenir èxit en pel·lícules i es va convertir en una de les actrius escandinaves més conegudes de l'època.

## Vida com a espia
Els nazis van derrotar l'exèrcit noruec en dos mesos el 1940 i van prendre el control del país. Sonja Wigert es va unir al moviment de resistència noruec el 1941. L'exèrcit suec temien que els nazis també poguessin prendre el control de Suècia. A causa de la seva bellesa i habilitats d'actuació, l'exèrcit suec va contactar amb Wigert per convertir-la en espia de Suècia amb la promesa d'ajudar-la a alliberar el seu pare de la presó nazi. Així, el 1942, Wigert es va convertir en espia de l'exèrcit suec. El seu nom en clau era "Bill".
L'exèrcit suec va enviar Wigert a Noruega per obtenir informació sobre els oficials alemanys estacionats allà, inclòs Josef Terboven, el Reichskommissar de la Noruega ocupada. Wigert va convèncer a Terboven que podia espiar Suècia per a ell. La informació que Wigert va proporcionar als nazis va ser aprovada amb antelació per l'exèrcit suec. Wigert es va posar en gran perill quan espiava els nazis. Si s'haguessin descobert els seus esforços d'espionatge, tant ella com la seva família podrien haver estat sotmeses a tortures nazis. L'Alemanya nazi mai va envair Suècia.

## Vida posterior a l'espionatge
El pare de Wigert va ser alliberat de la presó nazi, en el seu moment. De 1942 a 1944, Wigert també va treballar per a l'Office of Strategic Services nord-americana. Els nazis finalment es van adonar que Wigert només els donava informació aprovada per la resistència. Així que van iniciar una campanya de desprestigi sobre Wigert dient al públic que era una col·laboradora nazi. Cap esforç per part de Wigert o ella amics van poder convèncer el públic que no era una traïdora nazi.
Wigert va continuar la seva carrera d'actriu després de la Segona Guerra Mundial, però mai va recuperar la seva popularitat anterior a la guerra.
L'any 2005, vint-i-cinc anys després de la mort de Wigert, l'Agència d'Intel·ligència sueca va obrir al públic els seus arxius de guerra i Wigert va ser reivindicat pòstumament als ulls del públic.

## Vida personal
Sonja Wigert es va casar per primera vegada entre 1939 i 1941 amb el periodista i guionista de cinema suec Torsten Flodén i per segona vegada des de 1945 amb el capità aeri danès Niels von Holstein-Rathlou (1910-1949), que va morir en un accident d'avió a un avió Spitfire, sobre Øresund el 1949. Durant la dècada de 1960 Wigert es va retirar de la seva carrera i finalment es va traslladar a Espanya.

## Mort
Sonja Wigert va morir als 66 anys, el 12 d'abril de 1980, a casa seva i està enterrada a Alfàs del Pi, al nord de Benidorm.

## Filmografia seleccionada
- Sangen om Rondane (1934)
- Fant (1937)
- I dag börjar livet (1939)
- Hennes lilla majestät (1939)
- Fallet Ingegerd Bremssen (1942)
- Ombyte av tåg (1943)
- Räkna de lyckliga stunderna blott (1944)
- Mitt folk är icke ditt (1944)
- Blod och eld (1945)
- Onsdagsväninnan (1946)
- Brevet fra afdøde (1946)
- En fluga gör ingen sommar (1947)
- Vi flyr på Rio (1949)
- Alt dette og Island med (1951)
- Kvinnan bakom allt (1951)
- I dimma dold (1953)